# 摩羅差

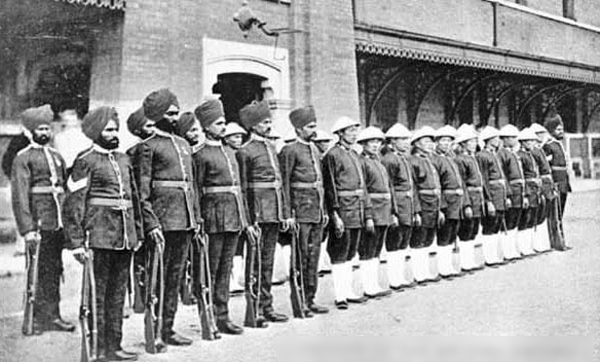
1906年於中區警署舉行的檢閱儀式，印籍及華籍警員一同受閱。

摩羅差，前兩字或寫作摩囉、嚤囉，後字或作叉，又稱阿差、阿叉（兩者皆為蔑稱、歧視語），是為印度半島籍貫香港警察人員（差人）的俗稱，現時這個詞語演變成對印度及巴基斯坦裔人士的稱謂。

## 字意
目前摩羅差一詞語源上大抵有以下講法：
1. 源自古代對中東來華的伊斯蘭商旅 Morramen 。
2. 假借自古希臘羅馬時代至中世紀之詞語。當時歐洲人常稱呼馬格里布一帶北非人以及其後攻佔歐洲西南部的北非人為摩爾人。中世紀後，葡萄牙人航海至印度，就用葡萄牙語「Mouro」用以稱呼當地回民。至今東南亞、南亞各國有部份信回教民族名稱是來自「Mouro」一詞，例如菲律賓有莫洛人，英文即「Moro/Bangsamoro」。十八、十九世紀英語之「Moors」則用以稱呼講印地—烏爾都語的印度人，所以香港開埠後就將「Mouro」或「Moors」譯作「摩羅」。今日香港尚有摩羅街、摩羅廟街 ，反映「摩羅」有「印度」、「回教」兩種古義。
3. 古時，印度人自稱婆羅多，故此廣東人譯音此稱謂為摩羅，其後香港人普遍以此稱呼在香港的印度人；「差」則為「差人」之意思。
4. 「阿差」和「摩羅差」兩詞，源自於Raj這個常見的印度名字。殖民地年代，為數不少的印度人移民香港並投身警察，「當差」「差人」在廣東話俚語中是警察或地方政府公務員的意思。亦有另一個說法是，「阿差」這個字是源自印地語／烏爾都語中的一個常用詞「accha」（烏爾都語：اکچھا‬）一詞，即是「好」的意思。

## 歷史
1862年，英國佔領九龍半島後，香港人口急速澎漲至12萬人，港府隨即重組差役，實施嚴明紀律。同年，昆賢出任警察隊長，從印度孟買步兵團招募人員轉投香港差役服務，申請數目從不或缺。後來這些印度人員被調派至香港，轉而投入警隊服務，是故印度及巴基斯坦籍貫差役被俗稱為摩羅差。

### 執勤情況
後來加入差役的印度人多為從旁遮普及印度西北邊境招募的錫克教徒和回教徒。為了盡量減少衝突，差役將他們分為兩支獨立隊伍處理，兩隊警員除了被分開訓練外，亦不會被派駐同一單位。
1898年，《展拓香港界址專條》簽訂後，印度籍貫警員在新界治安得宜，廣泛受到歡迎。自1930年代起，摩羅差的數量陸續地增加，至1941年8月太平洋戰爭前，摩羅差人數達814名。

### 招募終結
1920年代起，差役轉為主力於招募山東差，摩羅差的招募逐漸結束。第二次世界大戰後，很多印度警員得以復職；可是由於面臨印巴分治，差役重新評估從印度招募的措施，並且於1950年解散錫克教徒隊伍，招募來自巴基斯坦西部的回教徒則繼續至1961年。最後一批的50名巴基斯坦籍貫警員於1961年加入差役，其後巴基斯坦隊伍於9年後解散。

### 重新招募
1994年皇家香港警察最後一次進行大規模的海外招聘工作後，隨著主權移交，警務處停止海外招聘計劃，目前僅餘不足200名外籍人員。其後，基於南亞裔人士在香港存有一定居住人數，警務處於2010年重新啟動計劃，專門吸引在香港土生土長的南亞裔香港市民投身警務處，以方便於應付涉及南亞裔人士的案件及提供相關警察服務。

## 其他語言中類似的詞彙
在英語中，“Paki”是對印巴裔人士的貶稱。

## 相關參見
- 山東差
- 香港警察歷史
- 香港警察傳統
- 警隊博物館
- 摩羅街
- 紅頭阿三
- 香港少數族裔